# Greg Marcks

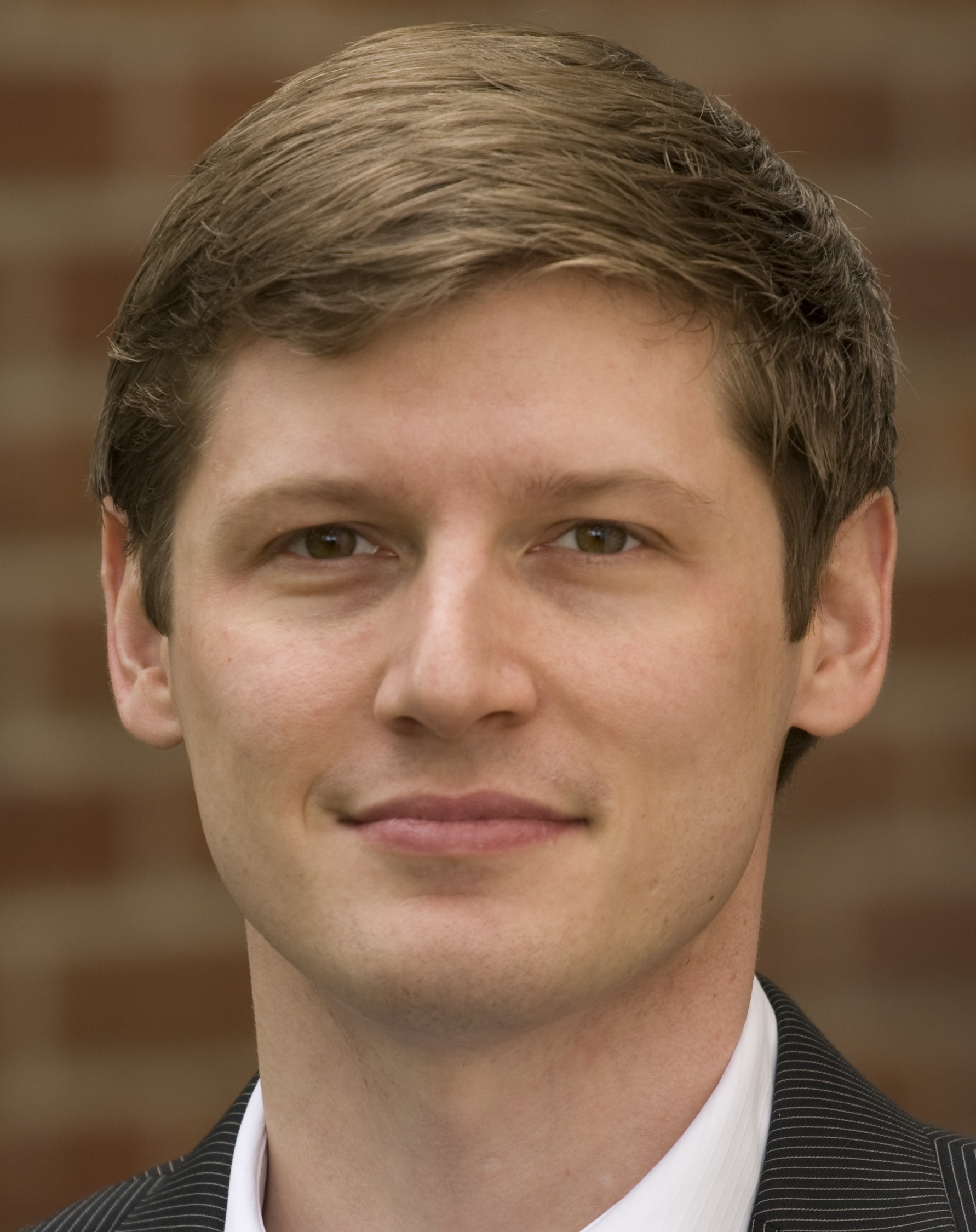
Greg Marcks (2009)

Greg Marcks (* 12. August 1976 in Concord, Massachusetts) ist ein amerikanischer Filmemacher. Mit dem Thriller 11:14 gab er sein Spielfilmdebüt. Der Film hatte auf dem Toronto International Film Festival im Jahr 2003 Premiere und kam in Deutschland am 1. September 2005 bundesweit in die Kinos.
Marcks studierte kreatives Schreiben an der Carnegie Mellon University sowie Regie an der Florida State University Film School. Er lebt und arbeitet in Los Angeles.
Seine Kurzfilme wurden international auf mehr als 50 Festivals gezeigt und bekamen mehrere Auszeichnungen. Davon ist der Studenten-Oscar im Jahr 2001 (für seinen Kurzfilm Lector) sicherlich die bemerkenswerteste. 
2009 drehte er den Film Die Echelon-Verschwörung.

## Filme
- 2000: Lector (Kurzfilm)
- 2003: 11:14
- 2009: Die Echelon-Verschwörung (Echelon Conspiracy)